# La fiera (série télévisée, 1978)
 (septembre 2024).
Pour les articles homonymes, voir La fiera.
La fiera est une telenovela vénézuélienne en 120 épisodes d'environ 50 minutes diffusée du 12 août 1978 au 26 février 1979 sur RCTV.
Cette série est inédite dans tous les pays francophones.

## Distribution
- Doris Wells (es) : Isabel Blanco
- José Bardina (es) : Daniel Melendez
- Romelia Agüero (es) : La Chinga
- Daniel Alvarado (es) : Dimas
- América Barrios (es)
- Lucio Bueno : Alberto
- Luis Calderon : Sacerdote
- Martha Carbillo
- Argenis Chirivela : Abel
- Eduardo Cortina : Brujo Tobias
- Helianta Cruz (es) : Dolores
- Domingo Del Castillo
- Veronica Doza
- Pedro Durán
- Guillermo Ferrán
- Gerónimo Gómez
- Mauricio González : Rafael
- Violeta Gonzalez
- Tomás Henríquez (es) : Atilio Zambrano
- Yalitza Hernández : Chabelita
- Reinaldo Lancaster
- Hazel Leal
- Carlos Marquez (es) : Eleazar Melendez
- Agustina Martín (es)
- Esther Orjuela (es)
- Yajaira Orta (es)
- Gustavo Rodríguez (es) : Juan Carlos
- Loly Sánchez (es)
- Mary Soliani : Magdalena Melendez
- Elisa Stella (es) : Blanquita
- Orlando Urdaneta
- Virginia Vera
- Cecilia Villarreal (es) : Elena

## Diffusion internationale
| Pays       | Chaîne                 | Titre    |
| ---------- | ---------------------- | -------- |
| Venezuela  | RCTV                   | La fiera |
| Porto Rico | Telecadena Perez Perry | La fiera |
| Pérou      | Frecuencia Latina      | La fiera |
| Équateur   | Ecuavisa               | La fiera |
| Colombie   | Jorge Barón Televisión | La fiera |

## Autres versions
- Pura sangre (1994), produit par RCTV.

### Sources
- (es) Cet article est partiellement ou en totalité issu de l’article de Wikipédia en espagnol intitulé « La fiera (telenovela de 1978) » (voir la liste des auteurs).